# Archer (televíziós sorozat)
Az Archer 2009 és 2023 között vetített amerikai televíziós 2D-s számítógépes animációs akció szitkom, amelynek alkotója, írója és főrendezője Adam Reed. A sorozat egy fiktív hírszerző ügynökség mindennapjait mutatja be, főszereplője Sterling Archer, a világ legveszélyesebb titkosügynöke. Az Amerikai Egyesült Államokban az első epizód 2009 szeptemberében debütált az FX-en. A nyolcadik évadtól az FXX sugározza. 2016-ban Adam Reed bejelentette: a 7. évad után további három készül, amellyel lezárul a sorozat.
Magyarországon a Comedy Central mutatta be 2013. augusztus 1-én.

## A kezdetek
Adam Brooks Reed amerikai író, rendező, producer társával, Matt Thompsonnal a Cartoon Network amerikai rajzfilmcsatornánál dolgozott a 90-es években. A 2001-ben indult, a Cartoon Network felnőtteknek készült sorozatait bemutató Adult Swim csatorna hozta meg számukra az áttörést. Reed és Thompson közös cége, a 70/30 Productions olyan paródiasorozatok készítését végezte, mint a Sealab 2021 és a Frisky Dingo. 2009-ben a közös vállalkozást feloszlatták.
Az Archer ötlete 2008-ban fogant meg Adam Reedben, amikor egy salamancai kávézóban meglátott egy gyönyörű nőt, ám képtelen volt leszólítani. Miközben a lány távozott, a szomorkás Reed magában ezt jegyezte meg: "A spy would have a perfect line." (magyarul: Egy titkosügynöknek mindig megvan a tuti szövege.) És már meg is volt az alap az új sorozathoz. Reed ötletében az FX Network látott fantáziát, és a 2009 nyarán kötött szerződésben 6 epizódot rendeltek tőle. A pilot epizódot 2009. szeptember 17-én adták le, a sorozat első évada 2010. január 14-én került adásba.
A sorozat Magyarországon 2013 nyarán, a Comedy Centralon magyar szinkronnal debütált.

## A sorozat
A sorozat a New York-i székhelyű fiktív hírszerző szervezet, az ISIS (International Secret Intelligence Service) mindennapjait mutatja be. (A hatodik évadtól – 2015-től – kezdve a dzsihádista Iraki és Levantei Iszlám Állam angol rövidítése miatt a sorozat nem használja az ISIS nevet.) Főszereplői az igazgató, az ügynökök és egyéb irodai alkalmazottak, akik a „világ megmentésén” kívül folyamatosan egymással is küzdenek. A központi karakter Sterling Archer, az első számú ügynök, akinek édesanyja az ügynökség feje.
Az Archer alapvetően szituációs komédia, a részek egymástól függetlenül is érthetőek. Ám vannak olyan sztoriszálak, melyek több epizódon, esetleg évadokon át ívelnek. Ilyenek Archer és Lana (a második számú ügynök) se veled, se nélküled kapcsolata, Archer kutatása apja kiléte után, vagy küzdelme ősellenségével, Barryvel.
Epizódonként a jelenetek legalább harmada az ügynökség székházában játszódik, a szereplők itt általában az Office sorozatból ismert irodai szitkom alapján cselekednek. A külső jelenetek és az akciójelenetek a kémfilmek, elsősorban a James Bond kliséinek kifigurázásán alapulnak.
Az Archer egy elképzelt, kevert korban játszódik, ahol mikrochipek és high tech kütyük mellett ugyanúgy megtalálhatóak lyukkártyás számítógépek, a Szovjetunió, Woodhouse és Archer első világháborús veterán (!) lakája.
Több más híres, felnőtteknek szóló animációs sorozattal ellentétben az Archer célja tisztán a szórakoztatás: erkölcsi tanulságot, életvezetési tanácsot vagy társadalmi kritikát ritkán, és akkor is burkolt formában kapunk tőle. Karakterei hús-vér emberek rengeteg hibával és rossz szokással, így a sorozat megértéséhez/élvezetéhez szükséges egyfajta lelki érettség.

## Szereplők

### Főszereplők
- Sterling Malory Archer (H. Jon Benjamin)

Archer, a Duchess (a magyar változatban Hercegnő) fedőnévre hallgató 36 éves kém az ISIS, és egyben a világ legjobb és legveszélyesebb ügynöke. Egy hamisítatlan James Bond. Noha kiválóan ért a fegyverekhez, a járművekhez és közelharcban is (szinte) verhetetlen, őt mégsem érdekli a világ megmentése: az esze folyton a nőkön, italon, a gyors autókon, a látványos akciókon és a menő kémkütyükön jár. Elképesztően egocentrikus, gyakran szörnyen felelőtlen és infantilis. Enyhén(?) alkoholista, a jelenetek többségében ittas, de legtöbbször teljesen részeg.
Édesanyja Malory, az ISIS igazgatója, aki gyerekként elhanyagolta őt, és voltaképp lakája, Woodhouse nevelte fel. Ifjúkorában kevés barátja volt. Imádta a lacrosse-t, rengeteg érmet és kupát nyert ebben a sportban. Főiskolát végzett. Gyengéd érzelmek fűzik volt barátnőjéhez, Lana Kane-hez (amit néha még magának sem vall be). Ugyan kapcsolata az anyjával nem mintaszerű, valahol mélyen mégis szereti őt. Legnagyobb félelmei az aligátorok, a krokodilok és az agyi aneurizma. A kiborgokat sem szereti.
Akciói során mindig hosszú nyakú, hosszú ujjú fekete garbót visel, egyébként méregdrága öltönyökben jár. Fegyvere a klasszikus James Bond pisztoly, egy Walther PPK. A negyedik évadban egy Chevrolet El Caminót vezetett. Van egy közös gyermekük Lanával, Abbiejean Malory Kane-Archer.
- Lana Anthony Kane (Aisha Tyler)

A gyönyörű, afroamerikai Lana az ISIS második számú ügynöke, Archer korábbi barátnője. Rengeteg dologban felülmúlja Sterlinget, ő (és Ray Gillette) képviseli a józan észt a sorozatban. Mivel Sterling anyja az ISIS feje, ő sosem válhat első számú ügynökké: ezt a tényt Archer folyton az orra alá dörgöli. Az ISIS előtt Lana környezetvédelmi aktivista volt, egy akciója során futott össze Maloryval, aki rögtön beszervezte őt.
Lana a sorozat "legtisztább" szereplője. Környezettudatosan él, antirasszista liberális eszméket vall. Legfőbb vágya, hogy családot alapítson. Vonzódik Archerhez, ám Sterling folytonos kilengései rendre elbizonytalanítják. A negyedik évad végén Lana bejelenti, hogy terhes, az ötödik évad fináléjában életet ad Archerrel közös gyermeküknek, Abbiejean Malory Kane-Archernek. Lana az Anthony nevet Susan B. Anthony 19. századi feminista, a nők egyenlőségéért és szavazójogáért harcoló polgárjogi aktivista után kapta.
Lana leggyakrabban testhez simuló, sportos – általában fehér – felsőt és miniszoknyát visel. Két Tec-9 gépfegyvere mindig a hóna alatt lóg. Egy lila Aston Martin V8 Vantage-t vezet.
- Malory Archer (Jessica Walter)

Sterling édesanyja, az ISIS vezetője, egy egocentrikus alkoholista, aki rendre saját céljaira használja az ISIS ügynökeit és forrásait. Malory a második világháború előtt színésznőként dolgozott, majd a háború alatt az OSS (az USA háborús hírszerző ügynöksége) beszervezte őt. Munkája során rengeteg férfival került intim kapcsolatba. Maga sem tudja, hogy kicsoda Archer apja: Nyikolaj Jakov (a KGB feje), Len Trexler (a rivális ODIN vezetője), vagy Buddy Rich (jazzdobos). Sterlinget abban a hitben nevelte, hogy édesapja John Fitzgerald "Black Jack" Archer, egy a háborúban elhunyt vadászpilóta. Malory rendkívül rossz anya volt, ha foglalkozott is a kis Archerrel, akkor is csak büntette: Sterling felnevelését meghagyta Woodhouse-nak és a bentlakásos iskoláknak. Mindezek ellenére valahol mélyen szereti Archert.
Maloryt leggyakrabban világoskék felsőben és szoknyában, vagy drapp ballonkabátban látjuk. Fegyvere egy 44-es Magnum revolver, melyre lézer irányzékot és távcsövet szereltetett.
- Cyril Figgis (Chris Parnell)

Az ügynökség könyvelője, tulajdonképp Archer teljes ellentéte. Szemüveges, rosszul öltözött, kissé túlsúlyos, rendkívül bizonytalan és munkájának rabja. Az első évad során Lanával randizgat, ám folyamatos féltékenységi rohamai közepette ő maga csalja meg Lanát: Cheryllel, Jane-nel (Agyhalott Jane), Trinette-tel, Framboise-zal (az ODIN HR-ese) és Maloryval. Lana szakít vele amikor rajtakapja Framboise-zal. A későbbi részekben Cyril konzekvensen betegnek vallja magát, akit szexfüggőség gyötör.
Ugyan irodai alkalmazott, ám pár részben kiviszik a terepre, ahol szinte mindig kudarcot vall. A harmadik évadtól kezdve – emberhiány miatt – hivatalosan is ügynök lesz. A többiek nem mernek a kezébe fegyvert adni, mert minden alkalommal véletlenül meglő valakit. Számos hibájától eltekintve Cyril alapvetően egy kiegyensúlyozott, rendes fickó.
- Cheryl Tunt (Judy Greer)

Malory titkárnője. Az eredeti neve Carol, amit az első évadban Carinára, Cristalra végül Cherylre változtat. A többi évadban Cherylnek hívják, de a Carolra is hallgat. Karcsú és szép, de rettentően buta. Szinte az iroda összes férfi alkalmazottjával folytatott szexuális kapcsolatot. Imádja, ha megütik vagy fojtogatják. Gyakran gumicementet fogyaszt vagy inhalál, emellett erősen piromániás. 

A második évadban kiderül, hogy Cheryl a dollármilliárdos Tunt család leszármazottja és valójában luxuskörülmények között él. Az ötödik évadban Cherlene néven country-énekesnőként tevékenykedik. Egy testvére van, Cecil, akit gyűlöl. Háziállata Babou, az ocelot. Legjobb barátja Pam.
- Pam Poovey (Amber Nash)

Az iroda túlsúlyos HR-ese. Mindenről tud és elképesztően pletykás: információit sms-ben küldi szét, vagy munkahelyi blogján osztja meg. Pam egy wisconsini farmon nőtt fel, innen származik közönséges modora. Képzett utcai bunyós, graffitis és illegális autóversenyző, a fájdalmat és az alkoholt nagyon jól tűri. Imád enni. Kedvenc itala a "Green Russian", mely abszint és tej keveréke. A hátára egy Byron-idézet van tetoválva a Szennahérib bukása (The Destruction of Sennacherib) című versből. Nyíltan biszexuális beállítottságú, ám így is kevés férfit/nőt kap meg. (Igaz Archer szerint Pam volt a legjobb szexuális partnere.) Az ötödik évad során kokainfüggősége miatt szinte csontsovánnyá fogy. Legjobb barátja Cheryl. A negyedik évadban Malory ügynökké lépteti elő.
- Ray Gillette (Adam Reed)

Az ISIS nyíltan meleg ügynöke. Ő és Lana képviselik a józan észt a csapatban, nem csoda, hogy jó barátok. Ray Nyugat-Virginiában nőtt fel, van egy bátyja, Randy, aki drogtermesztésből él. Ray tehetséges síelő, az egyik téli olimpián bronzérmet szerzett óriás-műlesiklásban. Egy darabig házasságban élt egy leszbikus nővel. A második évad záró epizódjában bevallja, hogy élete egy szakaszában papnak is felszentelték.
Ray a sorozat során többször is tolószékbe kényszerül. Először a harmadik évad harmadik részében válik járásképtelenné, igaz, akkor csak tetteti. A harmadik évad fináléjában azonban valóban tolószékes lesz, és bár a negyedik évadban Krieger robotlábakat szerel a testére, az utolsó részben Archer átmenetileg ezeket is tönkreteszi. Szintén a harmadik évadban Lana – közvetetten – fél szemére megvakítja, ettől kezdve szemkötéssel látjuk. A hatodik évadban Ray jobb karját egy húsevő fikusz leharapja. Krieger ugyan megműti, de fekete kart varr fel neki. Ray két elefántcsont-berakású Colt 1911-est használ, az egyikbe a Barbra, a másikba a Lisa neveket vésette.
- Dr. Algernop Krieger (Lucky Yates)

Az ügynökség "kütyüfelelőse", karaktere a James Bond filmek Q-ján alapszik. Ám Q-val ellentétben Krieger forrásainak java részét perverz kísérletekre fordítja. Ahogyan egy elszólásából kiderül, valójában sosem szerzett doktori címet, mindössze doktornak hívatja magát. Kedvese egy általa tervezett mangahologram, akivel egyszer majdnem egybe is keltek, ám elmondása szerint a világ akkor még nem érett meg kapcsolatukra. A harmadik évadban kiderül, hogy Krieger a Brazíliába menekült nácik leszármazottja. (Talán Hitler egyik klónja!)
- Woodhouse (George Coe)

Archer öreg brit lakája. Az első világháború (!) veteránjaként Marokkóban telepedett le, itt futott össze a fiatal Maloryval, aki a pultján szülte meg Sterlinget. Ez egy életre szóló "barátság" kezdete volt. A folyton utazó és gyermekét hanyagoló Malory helyett ő nevelte fel Sterlinget. Archer azonban sosem mutatott hálát, Woodhouse-t szinte rabszolgaként kezeli.
Woodhouse komoly drogfüggő, emellett a sorozatban utalás történik homoszexuális beállítottságára.

### Mellékszereplők
- Barry Dylan (Dave Willis)

Az ISIS legnagyobb konkurensének, az ODIN-nak a legjobb ügynöke. Barry alapvetően egy idegesítő szépfiú, aki Archerrel ellentétben igen racionálisan dolgozik. Gyűlöli Sterlinget, mert az több ízben "véletlenül" komoly fizikai sérülést okozott neki és lefeküdt menyasszonyával. A második évad végén – ismét Archer hibájából – halálosan megsérül, ám a KGB megmenti: egy szuper erős kiborgot készít belőle. A kiborg Barry – aki ettől fogva csak piros tréningruhát visel – átveszi a KGB irányítását és rendre borsot tör Archer orra alá.
- Nyikolaj Jakov (Peter Newman)

A KGB vezetője, Malory kedvese. Közvetlen vonal van az irodáik között, amit gyakran erotikus beszélgetésekre használnak. Nyikolaj szenvedélyesen szereti Maloryt: sokáig győzködi, hogy költözzön hozzá Moszkvába, többször meg is zsarolja. A harmadik évadban Barry átveszi helyét a KGB élén, majd megöli. Nyikolaj utolsó üzenetét Archernak küldi, aki talán a saját fia.
- Katya Kazanova (Ona Grauer)

Katya egy rendkívül vonzó KGB-ügynök, aki kiképzése óta gyengéd érzelmeket táplált az ellenség fegyvere, Archer irányába. Moszkvában megmenti Sterling életét, és vele megy New Yorkba. Nem sokkal később Archer megkéri a kezét, ám az esküvőn megjelenik Barry, és megpróbál végezni Sterlinggel. Katya saját életét feláldozva megmenti kedvesét. Később Krieger kiborgként újraéleszti, de a megismételt esküvőn ismét felbukkan Barry. A két kiborg küzdelme szexuális játékba fordul. Ettől kezdve Katya és Barry együtt vezetik a KGB-t.
- Ron Cadillac (Ron Leibman)

Malory (új) férje, egy tehetős autókereskedő. Vagyonát autólopásból alapozta meg, eredeti családneve Kazinszki.
- Len Trexler (Jeffrey Tambor)

Az ISIS konkurensének, a Párizs központú ODIN ügynökségnek a feje, emellett Malory kedvese és Archer lehetséges apja. Egy alkalommal kis híján feleségül veszi Maloryt, de Sterling a többiek segítségével ezt megakadályozza.
- Trinette Magoon (Maggie Wheeler)

Archer kedvenc prostituáltja. A második évadban egy kisfiúval (Seamus Sterling Magoon-Archer) keresi fel Sterlinget és apasági vizsgálatot követel. Archer a saját mintáját Cyrillére cseréli, de Sterling szerencsétlenségére valóban Cyril az apa. Archer a gyerektartási pénz fizetése mellett néha "vigyáz" Seamusra.
- Mannfred és Uta (René Auberjonois és Kathryn Cressida)

Egy német bérgyilkospár, akiket Nyikolaj Jakov alkalmaz. Uta az első megjelenésekor álterhes, később egy játékbabát hordoz magánál.
- Brett Buckley (Neal Holman)

Az ISIS egyik szerencsétlen alkalmazottja, akit mindig meglőnek vagy megvernek. Az ötödik évad első részében egy FBI-ügynök végez vele.
- Bilbó (Adam Reed)

Az ISIS túlsúlyos, A Gyűrűk Ura-rajongó informatikusa, aki az akciók irányításáért és támogatásáért felel. A negyedik évadban Malory végez vele.
- Rip Riley (Patrick Warburton)

Egy volt ISIS ügynök, Malory egykori kedvese. A harmadik évadban Malory őt kéri meg, hogy keresse meg és hozza vissza Archert.
- Rodney (Andrew Donnelly)

Az ISIS fegyverraktárának felügyelője, aki abban leli örömét, ha a papírmunkával feltarthatja az ügynököket.

## Szállóigék
- Nope. (núp-ként ejtve)

/magyarul: a no (nem) szlengesített változata/

Lana gyakran használt szava olyan helyzetekre, amelyekben nem kíván részt venni.
- Yeap! (jeeep-ként ejtve)

/magyarul: igen/

Lana gyakran használt szava olyan helyzetekre, amikor egyetért valamivel.
- Sterling Malory Archer!

Malory csak olyan esetekben használja Archer teljes nevét, amikor rendkívül ideges rá... tehát gyakran.
- Just like the gypsy woman said!

/magyarul: pont ahogy a cigány asszony mondta!/

Cheryl jósnőjének (majdnem) minden jóslata valóra válik.
- You're not my supervisor!

/magyarul: te nem vagy a főnököm!/

Cheryl ezzel a mondattal zárja le az elvesztettnek tűnő vitáit, utalva ezzel arra, hogy nem teljesen százas.
- Duh!

Cheryl szerint amit elmondott, az magától értetődő.
- Holy shitsnacks!

/magyarul: a Holy shit! (Szent szar!) kifejezés "pamesített" változata/

Pam hangot ad csodálkozásának.
- Danger zone!

/magyarul: veszélyes terület/veszélyes övezet/

Archer gyakran piszkálja ezzel a szófordulattal Lanát. "Vigyázz, mert veszélyes területen vagy." – ezzel utalva a köztük lévő vonzódásra. Emellett utal a Top Gun című film egyik betétdalára, a Danger Zone-ra Kenny Loggins-tól.
- Can't or won't?

/magyarul: nem tudod, vagy nem fogod?/

Többen is használják, de Archer a leggyakrabban. Olyan helyzetekben kerül elő, amikor beszélgetőpartnere nyilvánvalóan nem akar eleget tenni kérésének. A válasz legtöbbször ez: both (mindkettő/sem-sem).
- Phrasing!

/magyarul: képletesen!/

Archert zavarja, ha valaki túl sokat beszél képletesen.
- I swear I had something for this…

/magyarul: esküszöm erre volt valamim/

Archer hirtelen akar gúnyosan visszaválaszolni, ám elfelejti a tuti szöveget.
- That is so classic her.

/magyarul: na ez, klasszikus ő/ez tipikus ő/

Archer megvetően leszólja Maloryt (vagy Lanát), aki már megint keresztbe tett neki.
- Do you not?

/magyarul: ti nem?/

Archer tesz valamit, ami SZERINTE teljesen természetes.
- Well obviously!

/magyarul: hát, nyilvánvalóan!/

Archer mond valamit, ami SZERINTE magától értetődő.
- Lana. Lana! LANAAA!

Lana próbálja ignorálni Archert, aki nyilvánvalóan valami hülyeséget akar mondani. Persze Archer a végén úgyis elmondja…

## Magyar változat
A szinkron a Comedy Central megbízásából a Balog Mix Stúdióban (1-10. évad), majd a Labor Film szinkronstúdióban (11-14. évad) készült.
- Felolvasó: Endrédi Máté (1–6. évad), Korbuly Péter (7-14. évad)
- Magyar szöveg: Pozsgai Rita, Torma Péter
- Lektor: Nékám Petra
- Hangmérnök: Gyapjas Károly, Kis Pál, Bederna László
- Gyártásvezető: Bogdán Anikó
- Szinkronrendező: Aprics László, Balog Mihály

Magyar hangok
- Ágoston Katalin - Zara Khan
- Barát Attila - Ray (8. évad-)
- Fekete Zoltán – Noah
- Hajdu Steve – Cyril
- Halász Aranka – Malory (1–12. évad)
- Harsányi Gábor – Woodhouse
- Hujber Ferenc – Ray (1–7. évad)
- Kapácsy Miklós – Bilbo
- Kiss Erika – Pam
- Kokas Piroska – Edie Poovey
- Madarász Éva – Moreno
- Makranczi Zalán – Sterling Archer
- Mezei Kitty – Cheryl (6. évadtól)
- Nagy-Németh Borbála – Cheryl (1–5. évad)
- Orosz István – Burt Reynolds
- Pikali Gerda – Lana
- Rajkai Zoltán – Barry
- Rosta Sándor – Dr. Krieger
- Schneider Zoltán – E.Z. Ponder
- Solecki Janka – Veronica Deane, Alessia
- Sörös Sándor – Tony Drake
- Varga Rókus – Rip Riley, mua muák vezére
- Varga T. József – Nyikolaj
- Vass Gábor – Hazel (Hank) Murphy

További magyar hangok: Balogh Anna, Bartók László Bartsch Kata, Beratin Gábor, Bolla Róbert, Csondor Kata, Csépai Eszter, Debreczeny Csaba, Dézsy Szabó Gábor, Dózsa Zoltán Fehér Balázs Benő, Forgács Gábor, Földes Eszter, Gacsal Ádám, Haás Vander Péter, Holl Nándor, Horváth Illés, Horváth-Töreki Gergely, Imre István, Izsóf Vilmos, Jakab Csaba, Kádár Lilla, Karácsonyi Zoltán, Kardos Róbert, Kassai Károly, Koffler Gizella Konrád Antal, Korcsmáros György, Láng Balázs, Létay Dóra, Lipcsey Colini Borbála, Magyar Attila, Márkus Sándor, Melis Gábor, Nagy Dániel Viktor, Németh Gábor, Orosz Anna, Orosz Helga, Ősi Ildikó, Papucsek Vilmos, Presits Tamás, R. Kárpáti Péter, Sarádi Zsolt, Stern Dániel, Straub Martin, Szabó Máté, Szatory Dávid, Szentirmai Zsolt, Szersén Gyula, Szokol Péter, Tarr Judit, Törköly Levente, Varga Gábor, Wégner Judit, Zakariás Éva, Zöld Csaba

## Készítés
A forgatókönyvek megírása után a részeket hónapokig készítik. Az animálás nagy részét Adam Reed stúdiója, a Floyd County Productions készíti. A hátterek megalkotásáért a Trinity Animation felel. Az első évad során a munka még a Radical Axis-tól bérelt stúdiókban folyt, ezután Reedék saját épületbe költöztek.

Adam Reed koncepciója az volt, hogy a szereplők arcai minél valóságosabbak legyenek. Modellek arcait digitalizálta, majd a fontos vonásokra koncentrálva átrajzoltatta. A vezető karakter rajzoló, Chad Hurd, a 60-as évek képregényeiben látott stílust kívánta visszahozni. A szereplők hangjait adó színészeket csupán a karakterek elkészülte után kezdték keresni.

## Fogadtatás
A fontos amerikai oldalak melegen fogadták az Archert. 2015. június 26-án az Archer 8,9/10 ponton állt az IMDb oldalán. Ugyanebben az időpontban a Metacritic weboldalán az első évad 78, a második 88, a harmadik 75, a negyedik 80 ponton áll (100-ból).

## Díjak, jelölések
| Év   | Díj                      | Kategória | Jelölt                                                                                    | Eredmény |
| ---- | ------------------------ | --- | ----------------------------------------------------------------------------------------- | -------- |
| 2010 | Emmy-díj                 | legjobb hang alámondás (Outstanding Voice-Over Performance)                                                          | H. Jon Benjamin (Sterling Archer hangja)                                                  | Jelölve  |
| 2011 | Critics' Choice TV Award | legjobb vígjátéksorozat (Best Comedy Series)                                                                         | Archer                                                                                    | Jelölve  |
| 2012 | Critics' Choice TV Award | legjobb animációs sorozat (Best Animated Series)                                                                     | Archer                                                                                    | Elnyerte |
| 2012 | Annie-díj                | legjobb – korhatártól független – animációs tv-sorozat (Best General Audience Animated TV Production)                | Archer                                                                                    | Jelölve  |
| 2012 | Annie-díj                | (televíziós) karaktertervezés (Character Design in a Television Production)                                          | Chad Hurd                                                                                 | Jelölve  |
| 2012 | Annie-díj                | legjobb (televíziós) hangalámondás (Voice Acting in a Television Production)                                         | H. Jon Benjamin (Sterling Archer hangja)                                                  | Jelölve  |
| 2012 | Annie-díj                | legjobb (televíziós) hangalámondás (Voice Acting in a Television Production)                                         | Jessica Walter (Mallory Archer hangja)                                                    | Jelölve  |
| 2012 | Annie-díj                | legjobb (televíziós) hangalámondás (Voice Acting in a Television Production)                                         | Judy Greer (Cheryl Tunt hangja)                                                           | Jelölve  |
| 2013 | Critics' Choice TV Award | legjobb animációs sorozat (Best Animated Series)                                                                     | Archer                                                                                    | Elnyerte |
| 2013 | Annie-díj                | legjobb – korhatártól független – animációs tv-sorozat (Best General Audience Animated TV Production)                | Archer                                                                                    | Jelölve  |
| 2013 | Annie-díj                | legjobb (televíziós) hang alámondás animációs produkcióban (Voice Acting in an Animated Television Production)       | Jessica Walter (Mallory Archer hangja)                                                    | Jelölve  |
| 2014 | Critics' Choice TV Award | legjobb animációs sorozat (Best Animated Series)                                                                     | Archer                                                                                    | Elnyerte |
| 2014 | Annie-díj                | legjobb – korhatártól független – animációs tv-sorozat (Best General Audience Animated TV Production)                | Archer                                                                                    | Jelölve  |
| 2014 | Annie-díj                | legjobb forgatókönyv animációs tv-sorozatban (Outstanding Achievement in Storyboarding in an Animated TV Production) | Adam Ford, Deke Wightman, Kevin Mellon, Justin Wagner, Benji Williams                     | Jelölve  |
| 2014 | Emmy-díj                 | legjobb animációs program (Outstanding Animated Program)                                                             | Adam Reed, Matt Thompson, Bryan Fordney, Neal Holman, Eric Sims, Casey Willis, FX Network | Jelölve  |
| 2015 | Annie-díj                | legjobb – korhatártól független – animációs tv-sorozat (Best General Audience Animated TV Production)                | Archer                                                                                    | Jelölve  |
| 2015 | Annie-díj                | legjobb rendezés animációs tv-sorozatban (Outstanding Achievement in Directing in an Animated TV Production)         | Bryan Fordney                                                                             | Jelölve  |

## Érdekességek
A valódi Sterling Archer – vagyis a modell, aki az arcát adta neki – egy atlantai villanyszerelő. Lana utaskísérő, Cyril pedig étterem tulajdonos.

Cheryl Tunt karaktere az eredeti tervben nem kapott hangsúlyos szerepet. Valójában egy részeken átnyúló geg vette volna át a helyét, mely szerint Archer rendre teherbe ejti Malory titkárnőit, majd törölt emlékezettel és új személyazonossággal egy kórház lépcsőjén hagyja őket. Judy Greer – Cheryl hangja – érkezésével azonban megváltozott a helyzet. (Nem véletlen tehát az első részben látott, és az azutáni Cheryl karakter közötti eltérés.)